# Санхоакинска веверица антилопа
Санхоакинска веверица антилопа (лат. Ammospermophilus nelsoni, енгл. San Joaquin antelope squirrel)  је сисар из реда глодара (Rodentia) и породице веверица (Sciuridae). 

## Распрострањење
Ареал врсте је ограничен на централни део америчке државе Калифорније, прецизније на централни и западни део долине Сан Хоакин, као и области у њеном непосредном западном суседству.

## Станиште
Станишта врсте су планине, травна вегетација, екосистеми ниских трава и шумски екосистеми, брдовити предели и пустиње. 

## Начин живота
Исхрана санхоакинске веверице антилопе укључује инсекте. 

## Угроженост
Ова врста се сматра угроженом.